# Guachoya
Guachoya, palisadama zaštićeno selo, možda Quapaw Indijanaca, koje se u 16. stojeću nalazilo na zapadnoj obali rijeke Mississippi, nedaleko ušća Arkansasa. Guachoya se sastojala od oko 300 kuća. U njemu je 21 svibnja 1542. umro estremadurski istraživać Fernando De Soto. Ostali nazivi su Guachoia i Guachoyanque (Biedma, 1544).

## Vanjske poveznice
- DeSoto's Arkansas Trails  Arhivirana inačica izvorne stranice od 26. prosinca 2008. (Wayback Machine)